# فرانك دبليو سير
فرانك دبليو سير (بالإنجليزية: Frank W. Cyr)‏ (7 يوليو 1900 - 1 أغسطس 1995) كان مربًيا أمريكيًا ومؤلفًا معروفًا بشكل خاص بمساهمته في النقل المدرسي.
وبصفته متخصصًا في التعليم الريفي، قام بتنظيم أول مؤتمر وطني لمعايير النقل المدرسيفي في الولايات المتحدة عام 1939، وبدأ ما أصبح مجهودًا تعاونيًا مستمرًا من قبل أولئك الذين يقومون بصناعة وتشغيل الحافلات المدرسية. كان أحد أكبر الإنجازات التي لا تنسى للمؤتمر هو خطوة لتطوير وتوحيد لون مرئي وواضح للحافلات المدرسية وعلاماتها للمساعدة في التعرف عليها من سائقي السيارات الآخرين. بعد ذلك، أصبح الدكتور سير معروفًا باسم «أب من الحافلة المدرسية الصفراء».

## مرحلة الشباب، والتعليم، والعمل
ولد سير في 7 يوليو 1900، وذلك في مدينة فرانكلين بولاية نبراسكا الأمريكية. بعد المدرسة الثانوية، التحق سير بكلية غرينيل وحصل على درجة البكالوريوس في التربية من جامعة نبراسكا.ثم أصبح مشرفًا على المدارس في تشابيل بولاية نبراسكا قبل مواصلة دراسته كطالب دراسات عليا في كلية المعلمين في جامعة كولومبيا في مدينة نيويورك، حيث حصل على الدكتوراه بحلول عام 1930. وتم نشر أطروحته «مسؤولية مدراء المدارس الريفية» من قبل مكتب منشورات كلية المعلمين، وهو الأول من بين العديد من أعماله المنشورة.
بعد حصوله على الدكتوراه، عمل سير مدرسًا في كلية المعلمين لأكثر من 30 عامًا، ثم تقاعد في عام 1965. وأثناء عمله في التعليم، شارك سير أيضًا في دراسة وتحسين التعليم الريفي والنقل المدرسي.

## معايير الحافلات المدرسية الأمريكية
في ثلاثينيات القرن العشرين، قام سير بدراسة وسائل النق المدرسية. وقد علم أن الطلاب كانوا يستقلون جميع أنواع السيارات، بما في ذلك الشاحنات والحافلات من كل لون وحالة يمكن تخيلها. كانت حافلات إحدى المناطق تحمل زخارف حمراء وبيضاء وزرقاء، ربما على أمل غرس الوطنية في قلوب ركابها. وقد قامت مقاطعة كانساس بنقل طلابها في عربات قمح تجرها الخيول. واشتكى مصنعو الحافلات المدرسية من أنهم وبسبب عدم وجود معايير وطنية، لم يتمكنوا من إنتاج الحافلات على نطاق واسع، ولا تحقيق ربح مما جعل تكالف التطوير تبقى منخفضة.
في أبريل 1939، نظمت سير مؤتمرًا في كلية المعلمين، بتمويل من مؤسسة روكفلر، وحضر المؤتمر لمسؤولي النقل من كل ولاية من الولايات التي كان عددها 48 ولاية آنذاك، بالإضافة إلى خبراء من شركات تصنيع الحافلات المدرسية وشركات الطلاء.
كان من بين الحاضرين مهندسين من شركات السيارات مثل شيفروليه وفورد، فضلا عن خبراء من شركة دوبونت وبيتسبرغ للطلاء. إلى جانب مسؤولي النقل من كل الولايات، والتقى الحاضرين لمدة 7 أيام واتفقوا على 44 معيارًا، بما في ذلك معايير اللون وبعض المواصفات الميكانيكية مثل طول جسم الحافلات المدرسية وارتفاع السقف وعرض الممر.
في هذا المؤتمر، تم تحديد اللون الأصفر مع الحروف السوداء على أنه أسهل في الرؤية خلال فترة الصباح الباكر وبعد الظهر. وأصبحت صيغة اللون الأصفر مسجلة لدى المكتب الوطني للمعايير (الآن المعهد الوطني للمعايير والتقنية).
بعد المؤتمر، أصبح سير الذي قام باختيار اللون الأصفر كلون قياسي للحافلات المدرسية معروفًا على نطاق واسع باسم «أب الحافلة المدرسية الصفراء».
استمر سير في اهتمامه بالحافلات المدرسية. وفي عام 1942، ترأس مؤتمرًا فدراليًا وضع سياسة النقل المدرسي أثناء الحرب العالمية الثانية.
في أبريل 1989، تم تكريمه في مأدبة غداء في كلية المعلمين بمناسبة الذكرى الخمسين للمؤتمر الأصلي. وأقيمت مأدبة الغداء في قاعة Grace Dodge Room بالكلية، حيث عُقد المؤتمر الأصلي.
في مأدبة الغداء، تحدث سير عن المؤتمر وكيف أن شرائح من الألوان المختلفة كانت معلقة على الجدار وأن المشاركين في مؤتمر عام 1939 قاموا بتضييق اللون إلى ثلاثة ألوان مختلفة قليلاً عن اللون الأصفر. وأوضح سير أن التباين في الظلال كان مسموحًا به، وذلك لأنه لا يمكن دائمًا الحصول على لون الطلاء بدقة.
وقال سير أيضًا إنه هو والحضور في المؤتمر كاتو يعتبرون دائمًا أن السلامة هي أهم معايير الحافلات المدرسية. وتذكر في مأدبة الغداء التي عقدت عام 1989 "كان السؤال الأكثر شيوعًا هو" هل سيحسن هذا المعيار السلامة؟ ".

## أخصائي في التعليم الريفي، والمؤلف
في عام 1940، شغل سير منصب رئيس الإدارة الريفية للرابطة الوطنية للتعليم، وقام بتأليف «سياسة للتعليم الريفي في الولايات المتحدة»، والتي نُشرت في ذلك العام تحت عنوان «الكتاب السنوي للإدارة الريفية». كان سير أيضًا مؤلف كتاب «المدرسة الصغيرة في زمن الحرب» (1942) و «التعليم الريفي في الولايات المتحدة» (1943)، والذي ترجم إلى اللغتين الإسبانية والبرتغالية. كان مؤلف مشارك لكتاب «المدرسة الثانوية الصغيرة في العمل» (1936) و «مقدمة في التعليم الحديث» (1936) و «التخطيط لمبنى المدرسة الريفية» (1949).

## الوفاة
توفي فرانك دبليو سير عن عمر يناهز 95 عامًا في ستامفورد بنيويورك عام 1995.
وأصبح الدكتور سير أستاذًا فخريًا للتعليم الريفي في كلية المعلمين بجامعة كولومبيا في نيويورك.

## الروابط والمراجع الخارجية
- فرانك دبليو سير، أب الحافلة المدرسية الصفراء
- «فرانك دبليو سير، أب الحافلة المدرسية الصفراء،» توفي عن عمر يناهز 95 عامًا. بيان صحفي لجامعة كولومبيا (3 أغسطس 1995).
- لماذا لا كون حافلة المدرسة باللون الأحمر أو الأخضر، صحيفة نيويورك تايمز، 19 فبراير 2013